# Heterobathmioidea
Heterobathmioidea este o superfamilie de lepidoptere, care conține singura familie Heterobathmiidae, cu singurul gen, Heterobathmia. Speciile zboară în timpul zilei, și sunt considerate insecte primitive. Au un aspect metalic și sunt întâlnite în partea sudică a Americii de Sud.
Adulții se hrănesc cu polenul lui Nothofagus, iar larvele cu frunzele. (Kristensen, 1983, 1999). Majoritatea speciilor cunoscute nu sunt descrise în prezent (vezi totuși Kristensen și Nielsen, 1978, 1998).